# Avrolles
Avrolles è un ex comune francese di 460 abitanti, ora frazione di Saint-Florentin, situato nel dipartimento della Yonne nella regione della Borgogna-Franca Contea.
Il centro smise di costituire un comune autonomo il 1º gennaio 1971, quando avvenne la fusione. Tipica del luogo era la mela di Avrolles.

## Geografia fisica
Avrolles si trova nel Pays d'Othe, nei pressi della foresta omonima. Occupa la parte nord-est del territorio comunale e la separano 4 km dal capoluogo, raggiungibile tramite la D905, ed 8 da Brienon-sur-Armançon, a cui la collega la D943.
Il paesaggio è dominato dal mont Avrollot, che nei pressi della frazione forma pendii piuttosto ripidi e la cui sommità di 172 m s.l.m. è compresa nel comune di Venizy. Vicino al paese scorre un piccolo torrente, il Créanton, che nasce a Chailley e si getta nell’Armançon.

## Toponimo
Avrolles deriva dalla parola celtica Eburobriga, un composto che significa Fortezza del tasso: Eburo = “tasso”; briga = monte/forte. In seguito il nome si trasformò in Evrobola (in latino) > Evrola (XI secolo) > Evrole (1300 ca.) > Evroles (XVIII secolo).

## Storia

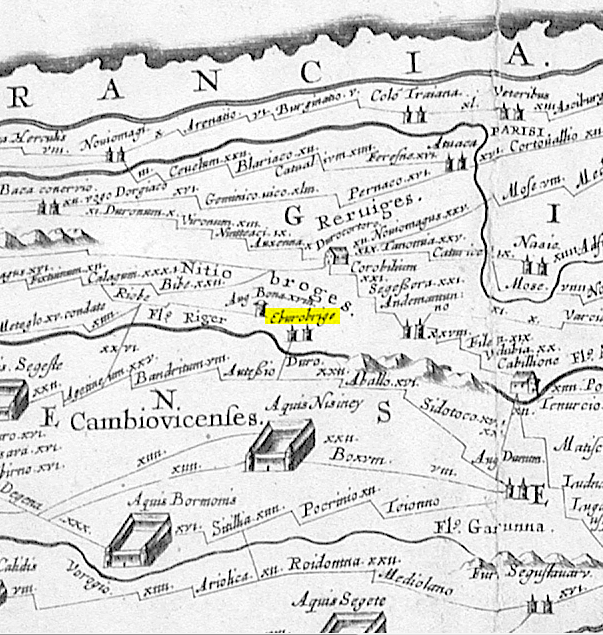
Eburobriga sulla Tabula Peutingeriana: il simbolo con cui è indicata viene qui usato anche per città importanti come Orléans e Troyes.

Frequantato da cacciatori nomadi nel Paleolitico, il territorio di Avrolles fu stabilmente occupato nel Neolitico. Il monte Avrollot venne fortificato con una palizzata agli inizi dell’età del Ferro, tra il 750 ed il 400 a.C.
I Galli vi costruirono un centro fortificato (o “dun”) protetto da un tipico murus gallicus lungo 150 m, ma esso fu quasi abbandonato tra il 150 ed il 10 a.C. I Romani
si insediarono nell’oppidum di origine celtica e lo resero un importante centro viario, in quanto era attraversato dalla via Agrippa che andava da Lione a Boulogne e da una strada che portava da Sens ad Alise-Sainte-Reine; un’altra strada conduceva invece a Troyes.
Nel Medioevo Avrolles dipendeva dalla contea di Champagne, prima da Troyes e poi dal visconte di Saint-Florentin. La città fortificato prosperò ancora una volta grazie alla propria posizione, a metà fra Troyes ed Auxerre. Fu però duramente colpita nel corso di vari conflitti e venne saccheggiata durante le guerre di religione, dopo le quali fu ridotta a semplice villaggio. Fu infatti retta da un capitano ugonotto e perciò rasa al suolo dai cattolici di Brienon. Nel 1804 un’altra calamità, stavolta un incendio, colpì 112 case del paese.

## Società

### Evoluzione demografica
| 1911 | 1921 | 1926 | 1931 | 1936 | 1946 | 1954 | 1962 | 1968 |
| ---- | ---- | ---- | ---- | ---- | ---- | ---- | ---- | ---- |
| 417  | 398  | 427  | 448  | 413  | 388  | 412  | 451  | 460  |

## Monumenti e luoghi d'interesse
- I resti del campo fortificato romano sono ancora visibili sopra il paese.
- Al centro dell’abitato sorge una chiesa del XV secolo, la cui torre campanaria si trova separata di fronte alla facciata.